# Pungkit (Lopok)
Pungkit is een bestuurslaag in het regentschap Sumbawa van de provincie West-Nusa Tenggara, Indonesië. Pungkit telt 2095 inwoners (volkstelling 2010).